# Jamaica en los Juegos Paralímpicos de Atenas 2004
Jamaica estuvo representada en los Juegos Paralímpicos de Atenas 2004 por cuatro deportistas, dos hombres y dos mujeres.

## Medallistas
El equipo paralímpico jamaicano obtuvo las siguientes medallas:
| Nombre              | Deporte   | Evento              |
| ------------------- | --------- | ------------------- |
| Oro                 |           |                     |
| Alphanso Cunningham | Atletismo | Disco F53 masculino |
| Plata               |           |                     |
| —                   |           |                     |
| Bronce              |           |                     |
| Tanto Campbell      | Atletismo | Disco F56 masculino |